# Chiesa di Sant'Antonio a Posillipo

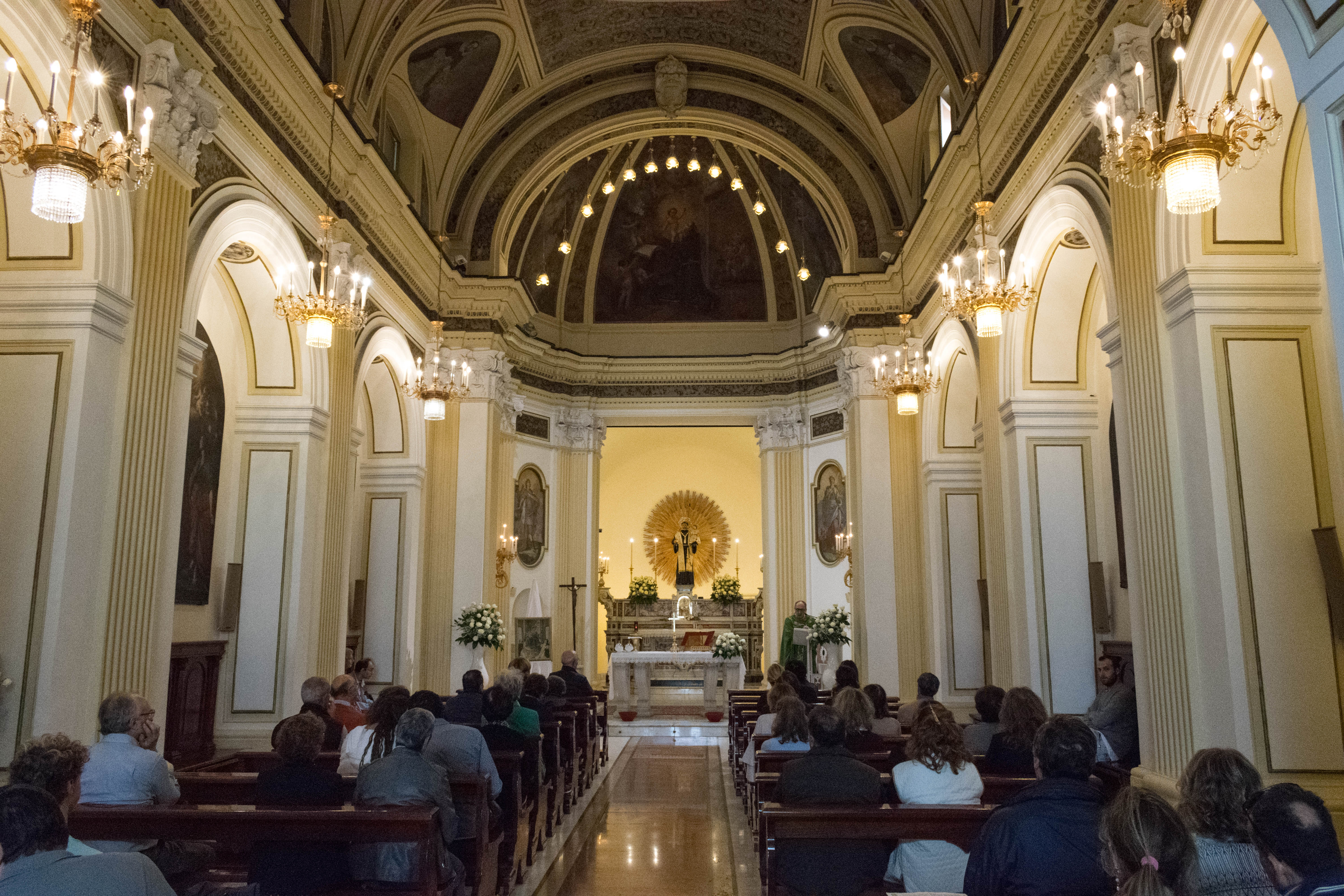
L'interno

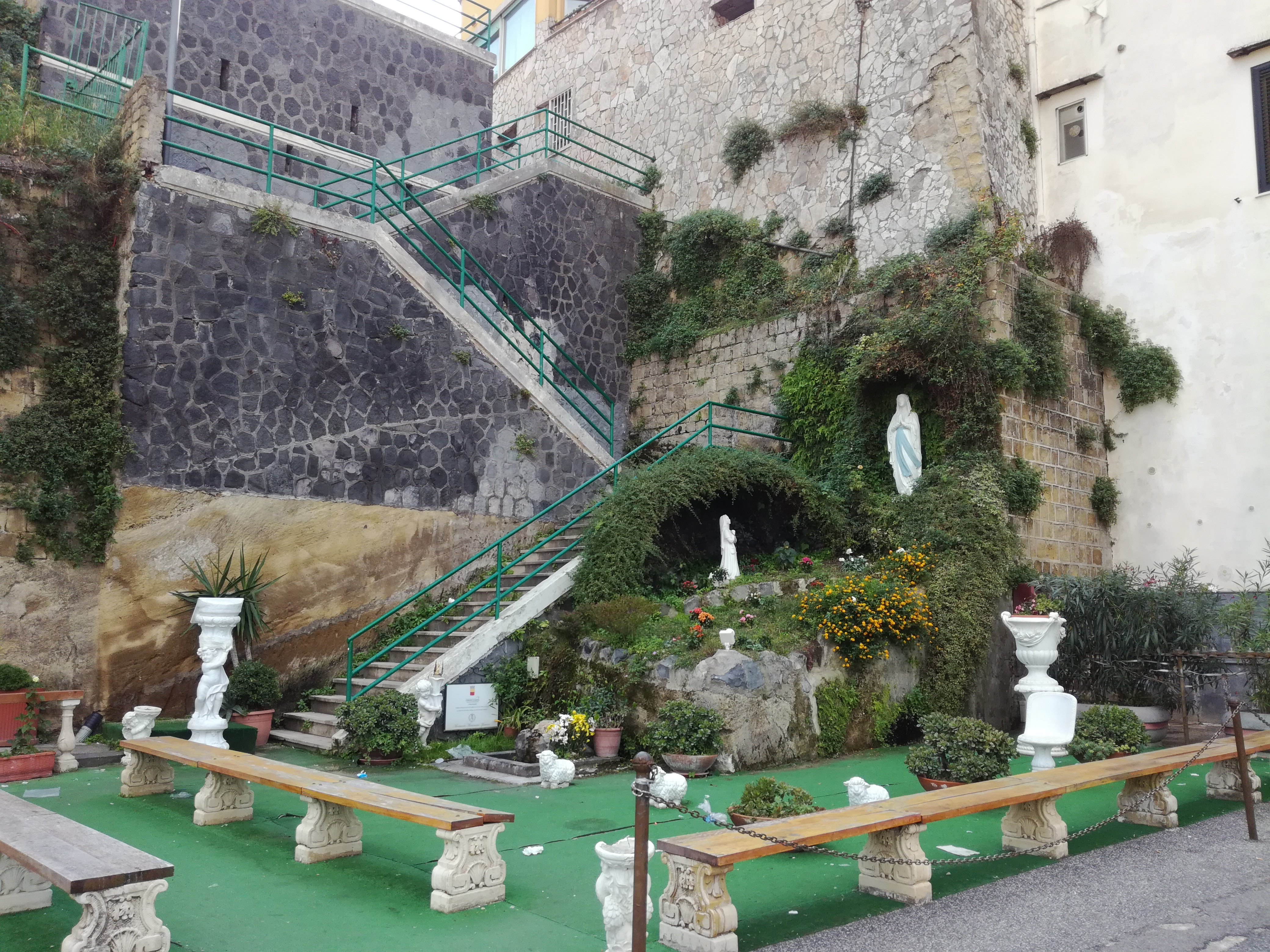
La grotta di Lourdes

La chiesa di Sant'Antonio a Posillipo è una chiesa santuario di Napoli; ubicata nel quartiere omonimo, è raggiungibile sia dalle rampe di Sant'Antonio (dette anche Tredici discese di Sant'Antonio), sia dalla via Minucio Felice.
Si può raggiungere la chiesa anche con la funicolare da Mergellina, scendendo alla prima fermata Sant'Antonio.

## Storia
La fondazione della chiesa risale al 1642 ed avvenne in un sito all'epoca scarsamente urbanizzato della città, costituito da quattro villaggi rurali collegati con la zona di Mergellina da un'antica strada greco-romana.
I frati conventuali del terz'ordine vi fondarono una chiesetta ed un piccolo convento che ebbe nei primi anni la funzione di sanatorio. Sulla lapide di fondazione di leggeva:
Le mura dell'antica cappella sono oggi individuabili in corrispondenza dell'attuale sacrestia, così come i locali del convento originario sono riscontrabili nei locali denominati dell'"ex-monastero".
Nel 1603 fu iniziato l'ampliamento della strada che portava al convento, mantenendo lungo il suo percorso parte delle antiche vestigia romane (pavimentazione romana) e venendo così a costituire un mezzo più agevole per i pellegrini che dalla città intendevano raggiungere l'edificio; la strada, già salita di Santa Maria delle Grazie, venne così indicata come rampe di Sant'Antonio a Posillipo.
La chiesa nel frattempo assurse al titolo di santuario antoniano, prendendo negli anni una forma a navata unica con tre cappelle laterali per ciascun lato ed il convento fu allargato.
La costruzione della sacrestia fu avviata nel 1750, mentre quattro anni dopo fu la volta dell'edificazione del campanile a pianta rettangolare con cella campanaria ottagonale e bella cuspide in stile barocco; il chiostro del convento fu ultimato nel 1775.
La successiva soppressione degli ordini religiosi, in epoca napoleonica, fece sì che la chiesa passasse al demanio e fosse destinata ad usi civili, sebbene affidata ad un rettore, ex-domenicano scampato ai fatti del 1799.
Nel 1824 il complesso fu affidato ai domenicani di San Domenico Maggiore, anche grazie all'intervento di re Ferdinando II di Borbone che era in ottimi rapporti con l'ordine religioso.
Nel 1883 vi furono dei lavori di restauro che interessarono le cisterne dell'acqua e l'impianto originario che collegava il complesso all'antico acquedotto greco, oltre alla risistemazione delle celle dei frati.
Nel 1944 l'arcivescovo Alessio Ascalesi stabilisce nella chiesa, posta al di fuori delle mura conventuali, la costituzione di una parrocchia che andrà assumendo sempre maggior importanza negli anni anche grazie al nuovo assetto urbanistico della zona (la costruzione del piazzale antistante la chiesa da cui si gode uno spettacolare panorama sul golfo di Napoli è degli anni sessanta).
Nel 1975-76 vennero eseguiti importanti lavori di restauro e consolidamento e nel 2000 venne ripresa, in occasione del periodo giubilare, l'antica tradizione della processione di sant'Antonio di Padova, a cui la chiesa è dedicata.

## Interno
La chiesa si presenta a navata unica, con una volta a botte (affrescata da Gaetano Bocchetti) e tre cappelle per lato. 
Nella prima cappella a destra è collocato un crocifisso ligneo del XVII secolo; nella seconda si trova una raffigurazione di san Nicola di Bari di autore ignoto della metà del XVII secolo, mentre nella terza ed ultima cappella si ammira il San Raffaele e Tobiolo di Giacinto Diano. Nella prima cappella a sinistra è collocata una statua lignea dell'Immacolata; nella successiva è contenuta una tela di Andrea dell'Asta con la Maddalena e San Giovanni Evangelista in adorazione della croce, mentre nella terza ed ultima vi è un Sant'Antonio in estasi anch'esso del Diano.
Nell'abside vi è l'altare maggiore su cui poggia l'antica statua lignea del santo.